# Интрепид (CV-11)
Интрепид (CV-11) (на английски: USS Intrepid (CV/CVA/CVS-11)), известен също като „The Fighting „I““, е един от 24-те „Есекс“ клас самолетоносачи, построени по време на Втората световна война за Военноморските сили на САЩ.
Участва в няколко кампании в Тихия океан, най-вече в битката при залива Лейте. Изведен от експлоатация малко след края на войната, той е модернизиран и реконструктуриран в началото на 1950 г. като атакуващ (CVA), а след това – в противоподводен превозвач (CVS). После служи основно в Атлантическия океан, участва и във войната във Виетнам. Взема участие и в космически програми на НАСА – „Мъркюри“ и „Джемини“.
Поради добрата си роля в битките получава прякора „Fighting“.
Изведен е окончателно от експлоатация през 1974 г., а през 1982 г. се превръща в кораб музей и е закотвен на док в Ню Йорк.

## История

### Втора световна война
Интрепид има забележителна служба във Военноморските сили, защото участва в Тихоокеанските битки, включително на Маршаловите острови, Чуюк, Лейте, Персийския залив и Окинава.
Маршалови острови, януари – февруари 1944
- 3 декември 1943 г.: отплава от Норфолк за Сан Франциско, а след това за Хавай
- 10 януари: Пристигна в Пърл Харбър и се подготвя за инвазията на Маршаловите острови, следващата цел в масивната Военноморска атака
- 16 януари: Напуска Пърл Харбър с корабите Cabot и Есекс
- 29 януари – 2 февруари 1944 г.: Нахлува в остров Куаджалин от към североизточния ъгъл на атола и започва атака
- 31 януари: По това време са унищожени всичките 83 японски самолети разположение в базата „Roi-Namur“. Първите доставки са направени върху съседните островчета. Същата тази сутрин самолети на Интрепид атакуват остров „Ennuebing“ 10 минути преди първите морски пехотинци да достигнат плажовете. Тридесет минути по-късно островче, което защитава „Roi-Namur“ на югозападния фланг и контролира северния проход в Куаджалин е обезопасен и така дава възможност на морските пехотинци да започнат артилерийски обстрел, за да подкрепят нападение към главната база „Roi-Namur“
- 2 февруари 1944 г.: Участва при превземането на Маршаловите острови и след това тръгва към Чуюк, за друга японската база в центъра на Микронезия
- 17 февруари: Три бързи корабни групи пристигат незабелязано на разсъмване.
- 17 – 18 февруари: Трите групи кораби потопяват два японски разрушителя и подлагат на почти непрекъснати атаки цели два дни главният град на острова.
- 17 февруари 1944: Същата нощ торпедо удря Интрепид в десния борд на 15 фута (5 m) под водната линия и наводнява няколко отделения. Екипажът му премества всички самолети на палубата напред, за да се увеличи допълнителната помощ.[1]
- 24 февруари 1944: Пристига в Пърл Харбър
- 16 март: След поправяне на кораба той отплава за Западния бряг
- 22 март: Пристига в Хънтърс Пойнт, Калифорния
- Юни 1944: Връща се в Пърл Харбър

Палау и Филипините, септември – ноември 1944
- 6 и 7 септември 1944 г. самолети на Интрепид атакуват японските позиции в Палау съсредоточени върху летища и артилерийски гнезда на остров Пелелиу
- 8 септември: Отплава към южната част на Филипините
- 9 и 10 септември: Атакува летищата в Минданао
- От 12 до 14 септември: Нахлува в базите във Висаянско море
- 17 септември: Връща се в Палау в подкрепа на морските пехотинци в преодоляване на позициите от към склона на пещерите и мангровите блата на остров Пелелиу
- След победа над японските сили на острова, той отплава за Филипините, за да подготви пътя за освобождението. Атакува на територията на Филипините, също и на Окинава и Формоза за неутрализиране на японските въздушни заплахи към Лейте
- 20 октомври 1944 г.: Самолети му изпълняват мисии в подкрепа на Лейте. Военноморските сили на Япония, отчаяно се стремят да задържат Филипините, но ги обграждат от три посоки от към залива Лейте
- От 23 до 26 октомври 1944 г.: Кораби от военноморския флот на САЩ правят атака в четири основни действия, известни като битката при „Залива Лейте“
- 24 октомври сутринта: Самолети от „Интрепид“ и Cabot започват интензивна зенитна стрелба, която продължава през целия ден. Атака след атака, докато не потопяват японският боен кораб Мусаши и нанасят сериозни щети на Ямато, заедно с бойните „Nagato“ и „Haruna“ и крайцера Myoko, принуждавайки Myoko да се оттегли
- Същата нощ, 3-ти флот на адмирал Уилям Хелси се отправя на север, за да пресрещне силите на Япония, които са били забелязани на североизточния край на Лусон. На разсъмване, самолети атакуват японските кораби и след това и по крайбрежието. Един от самолети на Интрепид потапя кораба „Zuiho“. Американските бомбардировачи след това потапят кораба „Chitose“ и „Zuikaku“
- През целия ден атаката продължава и накрая Япония губи четири превозвачи и един разрушител
- Самолети му продължава да атакуват летищата във Филипините
- 25 ноември, малко след обяд: Японски самолети отвръща на ударите. В рамките на пет минути, две камикадзета се разбиват в превозвача, убивайки шестима офицери и петима от екипажа. (Засекретен доклад от въздушните сили гласи друго „Шестдесет са мъртви, петнадесет липсва и около сто ранени“). Корабът не е сериозно повреден от тези атаки.
- 26 ноември: „Интрепид“ потегля за Сан Франциско
- 20 декември: Пристига на пристанището за ремонт

Окинава и Япония, март – декември 1945
- Средата на февруари 1945 г.: Отплава за атола „Улити“ при Каролинските острови
- 13 март: Пристига в „Улити“
- 14 март 1945: Тръгва на запад
- 18 март: Прави мощни удари срещу летищата на Кюшу. Същата сутрин двумоторен японски кораб пробива защитата и се насочва към „Интрепид“ като избухва само на 15 м разстояние от него. Дъжд от пламтящ бензин и части за самолети започват пожари на палубата при хангарите, но екипажа бързо се справя с проблема и няма сериозни щети по самият кораб
- Самолети му атакуват останките от японския флот, закотвен в Куре, който включва 18 вражески бойни кораби, включително и бойният кораб Ямато и Amagi
- Корабите се насочват към Окинава където се слага началото на най-амбициозната операция за нападение във войната в Тихия океан. Операцията носи кодовото име „Операция Айсберг“ (L-Day)
- 26 и 27 март: Самолети атакуват остров „Ryukyu“, който трябва да отслаби вражески отбранителни линии
- 1 април 1945 г.: Инвазията започва на 1 април. Самолетите летят срещу цели в Окинава, за да неутрализират японските летища в обхвата на острова
- 16 април: По време на въздушното нападение, японски самолет се разбива в пилотската кабина на „Интрепид“ убивайки осем души и ранявайки двадесет и един. За по-малко от един час горящия бензин е изгасен и само три часа след катастрофата, самолетите отново са в бойна готовност на кораба
- 17 април: „Интрепид“ се отправя към „Улити“ и Пърл Харбър
- 19 май: Пристигна в Сан Франциско за ремонт
- 29 юни: Напуска Сан Франциско
- 7 август: Пристигна в Ениветок
- 15 август: В Ениветок получава заповед да „прекрати атакуващи операции“
- 21 август: Подпомагане за окупацията на Япония
- 2 декември: Тръгва от Yokosuka
- 15 декември 1945 г. Пристига в Сан Педро, Калифорния

### След войната
- 4 февруари 1948 г.: „Интрепид“ се премества в залива на Сан Франциско
- 15 август: Получава статут „в резерв“
- 22 март 1947 г.: Излиза от употреба и се присъединява към флота Тихоокеански резерв
- 9 февруари 1952 г.: „Интрепид“ е реконструиран в Сан Франциско
- 12 март 1952 г. Тръгва за Норфолк
- 9 април 1952 г. Изведен е от експлоатация и е модернизиран
- 1 октомври: Прекласифициран е в CVA-11
- 18 юни 1954: Стои в резервния флот
- 15 октомври 1954 г.: Начислен е към звеното на Атлантическия флот

1955 – 1961
- 1955: Тръгва от Гуантанамо
- 28 май 1955: Пристига в Мейпорт, Флорида за първото от двете мисии в Средиземно море с 6-и американски флот
- 5 септември 1956 г.: Връща се в Норфолк от втората от тези две мисии
- 29 септември: Пристига във военното пристанище в Ню Йорк за SCB-125 модернизация до края на април 1957 г.
- Септември 1957 г.: Заминава за операция „Strikeback“ на НАТО, което е най-голямото мирновременно военноморско учение дотогава в историята на Съединените щати
- Декември 1957 г.: Работата в Норфолк през декември е да се проведе операция „Crosswind“ за проучване на ефектите на вятъра. Благодарение на нея става ясно, че корабите могат безопасно да провеждат въздушните операции, без да се обръща по посока на вятъра и дори самолетите да излитат по посока на вятъра
- 1958 – 1961: „Интрепид“ редуват средиземноморски операции по протежение по брега на Атлантическия океан на САЩ и учения в Карибско море

1962 – 1965
- 8 декември 1961 г. Той е прекласифициран като кораб анти-подводница CVS-11
- 10 март 1962 г.: Влиза в базата в Норфолк, за да се преразгледа и ремонтира за новото си предназначение
- 2 април 1962 г.: Напуска корабостроителницата като противоподводен въздушен превозвач от Група 56
- След упражнения и обучение е избран като основен кораб в екипа за прибирането на астронавта Скот Карпентър от проекта Мъркюри и космическата капсула
- 24 май 1962 г., малко преди обяд: Карпентър каца с Мъркюри 7 на няколко километра от „Интрепид“. Минути след като той е бил забелязан от наземни радари, два хеликоптера от кораба, служители на НАСА, медицински експерти, ВМС служители и фотографи са във въздуха и са се насочи към капсулата и спасяването на астронавта. Един от хеликоптерите го намира час по-късно и го принасят до кораба, от където безопасно да го върнат в Съединените щати
- 1962 лятото: Преминава обучение някъде в океана
- 1962 есента: Връща се в Норфолк за цялостно преглеждане
- 23 януари 1963 г. Корабът се отправя към Хамптън Роудс за военни учения в Карибско море
- Края на февруари 1963 г. Прекъсва тези операции, за да помогне на венецуелския товарен кораб Anzoátegui, който е отвлечен от терористи верни на Фидел Кастро. Комунистическите пирати се предават в Рио де Жанейро
- 23 март 1963: Корабът се връща в Норфолк
- 11 юни 1964 г.: Тръгва от Норфолк към Средиземно море за обучение с 6-и флот. По пътя към дома екипажа научава, че е спечелил престижното обозначение „E“ за противоподводно наблюдение през предходната година
- 1964 есента: Извършва обучение по протежение на Източното крайбрежие
- Началото на септември 1964 г. Забавлява 22-ма управници на НАТО като част от турнето им на американските военни съоръжения
- Нощта на 21 ноември 1964: По време на кратка мисия извън Северна Каролина, провежда бърза и ефективна процедура за спасяването живота на летеца Дженър Сандърс, който пада зад борда по време на работа на паубата
- В началото на 1965 г.: Започва подготовката за жизненоважната роля в първия пилотиран от НАСА проект Джемини, Джемини 3
- 23 март 1965 г.: лейтенант командир Джон Йънг и майор Върджил Грисъм кацат на около 90 км от кораба след историческият първи контролиран полет за влизане в атмосферата на Земята, които извършват почти перфектно три орбитални полета на борда на Джемини 3. Хеликоптер на военноморските сили взима астронавтите от космическия кораб и ги закарва на „Интрепид“ за медицински преглед и разбор. По-късно „Интрепид“ връща космическият кораб и астронавтите до Военновъздушната база Кейп Канаверал

1965 – 1974
Това е последната рехабилитация и модернизация по кораба, извършена от Нюйоркската военноморска корабостроителница в Бруклин, Ню Йорк, която след това е планирана да се затвори. През септември 1965 г., когато работата по кораба е около 75% завършена, се спуска по Ийст Ривър, за да може да се придвижи до депото в Байон, Ню Джърси за завършване на ремонта. След края на ремонтните дейности се отправя на круиз в залива Гуантанамо, Куба.
От април 1966 г. до февруари 1969 г. прави три плавания до Виетнам за военна помощ. След седем месеца служба със Седми флот на САЩ във Виетнам се връща в Норфолк.
През юни 1967 г., се връща към западната част на Тихия океан около Суецкия канал, точно преди приключването на израело-арабската криза. Там той започва друга мисия със Седми американски флот.
През 1969 г. пристига в Род Айлънд заедно с Йорктаун като флагман за командир на 16 дивизия. От април до октомври 1971 г. взема участие в ученията на НАТО и плава в Северния Атлантически океан и средиземноморските пристанища на Лисабон, Плимут, Кил, Неапол, Кан, Барселона, Хамбург, Копенхаген, Грийнок, Портсмут и Берген. През този круиз извършва подводни операции в Балтийско море и в края на Баренцово море над Арктическия кръг, под строгия контрол на съветските военновъздушни и военноморските сили.
През юли 1972 г. участва отново в учения на НАТО с посещения на Копенхаген, Ротердам, Берген, Брюксел, Портсмут и Гурок. За пореден път се озова в Баренцово море и операции отново над Арктическия кръг. Прекъсва северноатлантическия круиз за кратко, за да се върне до Куонсет Пойнт за малък ремонт. След това прави отново круиз в Средиземно море като спира два пъти в Барселона и Малага, Испания, Лисабон, Португалия, Ница, Франция, Неапол, Италия, Палма, Майорка и Пирея, Гърция.
На 15 март 1974 г. „Интрепид“ е изведен от експлоатация.

## Музей
През последните няколко години музеят управлява фонд за възстановяване, за да подобри своите експонати за посетители, като достига цена от $60 млн.
През 1976 г. акостира във Филаделфия и участва в празненствата по случай 200-годишнината на САЩ. Плановете първоначално са да бъде бракуван след извеждане от експлоатация, но впоследствие се взима решение да се превърне в кораб музей. През август 1982 г., корабът е открит в Ню Йорк като музей на военноморските и въздушни сили на САЩ.Четири години по-късно официално е определен като национална историческа забележителност.  С течение на годините, става домакин на множество специални събития, пресконференции, партита и оперативен център на ФБР след терористичните атаки от 11 септември 2001.
В началото на юли 2006 г. е обявено, че Интрепид ще бъде в ремонт, заедно със самия кей 86, на който е закотвен. Затворен е на 1 октомври 2006 г., в подготовка за неговото изтегляне към Байон, Ню Джърси за ремонт, и по-късно в Статън Айлънд, Ню Йорк за обновяване. На 6 ноември 2006 г., се прави опит за премахване на самолетоносача от кея. Въпреки използването на няколко влекачи с обща мощност от 30 000 к.с. (22 000 кВт) е обявено, че корабът е заседнал поради натрупаната тиня в продължение на 24 години от неговия престой и няма възможност да се движи.
На 11 ноември 2006 г. Военноморските сили на САЩ обявяват, че ще похарчат 3 милиона долара за почистването на кораба от калта. Работи се в продължение на 3 седмици, за да се изчисти мястото от калта и тинята. На 5 декември 2006 г., след отстраняването на 30 хил. куб.м мръсотия под кораба, Интрепид е успешно отстранен от кея и изтеглен в Байон. Докато е в Статън Айлънд, корабът претърпява следващата фаза на неговото обновяване, получава дарение от 8 милиона долара за ремонта. Палубата на хангара разполага с ново оформление и дизайн, включително новите интерактивни експонати. Общата сума от разходи за ремонта е на стойност $ 120 млн. – $ 55 милиона за кораба и $ 65 милиона за кея, на който се намира. Самолетоносачът е изтеглен обратно на мястото на река Хъдсън в Ню Йорк на 2 октомври 2008 г. и отново е отворен за посещения на 8 ноември.
На 12 декември 2011 г. официално е прехвърлена собствеността на космическа совалка Ентърпрайз към музея. В рамките на подготовката за очакваното преместване инженери правят оценка на превозното средство в началото 2010 г. и се определя, че е безопасно да се лети на борда на самолета отново.
Около 09:40 ч. Източно лятно часово време на 27 април 2012 Ентърпрайз излита от Международното летище Дълес към Международното летище Джон Ф. Кенеди като преминава над река Хъдсън в Ню Йорк, Статуята на свободата, мостовете Джордж Вашингтон и Веразано, както и няколко други забележителности в града. В 11:23 ч. преди обед Източно време Ентърпрайз се приземява на летище Джон Ф. Кенеди. На 6 юни совалката е транспортирана до корабът Интрепид.

## Медали
- – Медал на победата от Втората световна война
- – Медал за служба в окопация
- – За служба във Виетнам
- – Медал за служба в Националната отбрана
- – Медал за Благодарност от президента на Филипините
- – Медал за освобождението на Филипините
- – Медал за виетнамските военни кампании
- – Медал за благодарност от Военноморската флота
- – Военноморски експедиционен медал
- – За служба в Китай
- – Медал за Американски кампании
- – Медал за кампаниите в Тихият океан
- – Медал за храброст

## Галерия
- „Интрепид (CV-11)“ до Нюпорт Нюз, Вирджиния, на 16 август 1943 г
- Японски самолет „Камикадзе“ се разбива в „Интрепид (CV-11)“ по време на операции край Филипините на 25 ноември 1944.
- „Интрепид (CV-11)“, след като е бил ударен от японски самолет в Тихия океан. Снимката е направена от борда на USS New Jersey (BB-62) – 25/11/1944.
- „Интрепид (CV-11)“ в пламъци, след като е бил ударен от „Камикадзе“ извън Окинава на 16 април 1945 г. Снимана от USS Alaska (CB-1)
- „Интрепид (CV-11)“ край залива Гуантанамо, Куба, 9 февруари 1955 г.
- Космическия кораб „Джемини 3“ на борда на „Интрепид (CV-11)“, 23 март 1965 г.
- Космическия кораб „Джемини 3“ на борда на „Интрепид (CV-11)“
- „Интрепид (CV-11)“ в Южнокитайско море, 15 ноември 1968 г
- Самолет готов за атака на самолетоносача „Интрепид (CV-11)“, по време на въздушните операции в залива Тонкин, септември 1968 г
- Снимка на „Интрепид (CV-11)“ на кея в Ню Йорк, САЩ
- „Интрепид (CV-11)“ в Ню Йорк, разположен на кей 86 в Манхатън.